# Акчатауский горно-обогатительный комбинат
Акчатауский горно-обогатительный комбинат (каз. Ақшатау кен байыту комбинаты) - бывшее горнорудное предприятие в поселке Акшатау Шетского района Казахстана по добыче и обогащению редкометалльных и полиметаллических руд Акчатауского, Караобинского, Акжалского и Кайрактинского месторождений.

## История
Акчатауское месторождение открытое в 1936 году. Разрабатывается подземным способом с 1941 года. Относится к Джунгаро-Балхашской геосинклинали.

## Характеристика
Акшатауское месторождение. По происхождению - грейзеновое с молибден-вольфрамовой  и золотоносный минерализацией, генетически связано с массивом лейкократовых гранитов пермского возраста. Рудные тела (ок. 300) в виде жил и сложных залежей мощностью до 40 м. Угол падения рудных залежей 70-80о . Главные рудные минералы: вольфрамит, шеелит, молибденит и пирит . Месторождение. раскрыто двумя вертикальными стволами глубину 170 м и 240 м.
Караобинское месторождение открыто в 1946. В 1947 создан рудник (шахта) им. Джамбула, начавший выпуск продукции с 1950 года. Месторождение расположено в зоне Шалгия-Караобинского разлома Западно-Балхашского синклинории; сложено породами среднего и верхнего девона, нижнего карбона, а также верхнедевонских порфирами и пермскими гранитами Караобинского гранитного массива, с которым параґенетино связано рудообразования. Протяженность жил по простиранию от 100 до 1000 м, средняя мощность 0,3-1,5 м. прожилково-грейзеновые зоны имеют длину по простиранию от 350 до 800 м, мощность 0,6-1,5 м. Углы падения жил и зон 65-87 о . Штокверк представлен сетью сближенных рядовых вольфраморудных жил в гранитах Центральной участка. Руды комплексные. Главные рудные минералы: вольфрамит, молибденит, касситерит, бисмутин. Месторождение раскрыто двумя вертикальными стволами глубины 240 и 300 м. Применяется система магазинирование руды.
Акжалское месторождение. Открытое в 1886 г. Месторождение приурочено к зоне дробления в ядре антиклинали, составленной франскимы песчаниками и известняками фаменского и турнейского возраста. Простирания зоны дробления широтное, падение крутое и вертикальное. Рудная зона прослеживается по простиранию на 4300 м, мощность ее колеблется от нескольких м до 40-50 м и более. Главные рудные минералы - галенит и сфалерит.
Кайрактинское месторождение. Известно с 70 годов XIX в. Рудное поле составленное песчаников, углистыми сланцами, известняками, конгломерат, алевролитами ниж. и верх. Фамен, ниж. турне.
Главные рудные минералы: барит, галенит, сфалерит .

## Технология разработки
Обогащение руд ведется отводками, гидрокласификацией, концентрацией на столах, электромагнитной сепарацией и флотацией. Комбинат выпускает концентраты: вольфрамовый, молибденовый, бисмутовий, оловянный, свинцовый, цинковый и баритовый.